# Карист
Карист (дав.-гр. Κάρυστος) — грецьке місто на півдні Евбеї в номі Евбея, біля гори Оха, у давнину — незалежне місто-держава. 

## Історія
Перша згадка про Карист як місто, населене абантами, зустрічається у Гомера. За деякими даними Карист за мікенських часів входив до складу Фіванського царства. Каристянином був, зокрема, Алкафой. Після дорійської навали абанти були поступово асимільовані іонійцями, що переселилися з материкової Греції, а місто перетворилося на самостійний поліс. 
Під час Лелантської війни (720 - 660 рр. до н. е.) Карист був союзником Халкіди, а не ближчої до нього географічно Еретрії. На початку VII ст. до н. е. місто захопили союзники Еретрії - мілетці, проте досить швидко мешканці Кариста (можливо, скориставшись громадянським конфліктом у Мілеті, або ж загальною перемогою Халкіди) відновили незалежність.

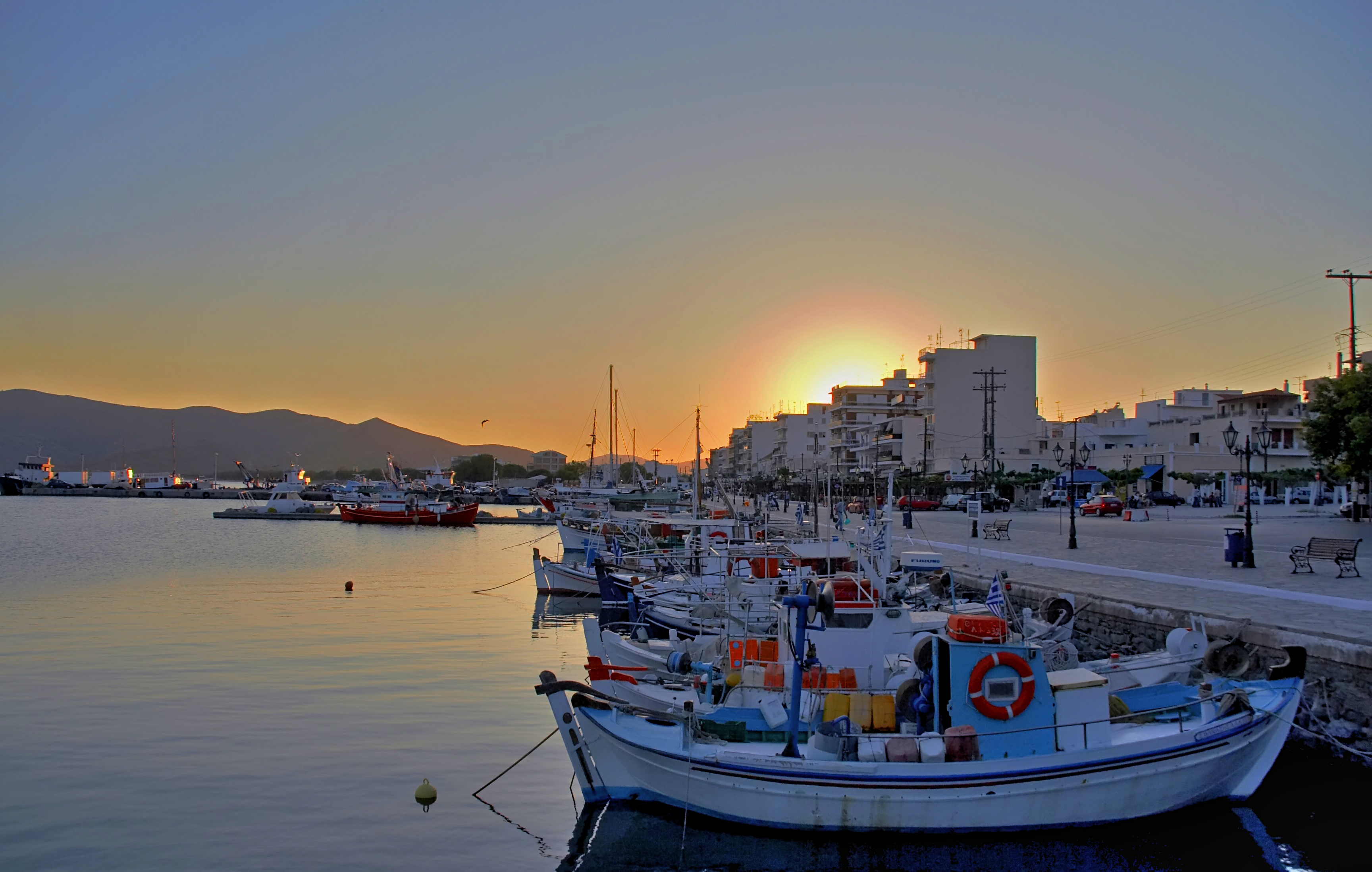
Бухта Кариста

У 490 р. до н. е. місто після нетривалої облоги захопили перси, які використали його як базу для подальшого нападу на Еретрію. Надалі Карист зберігав вірність Ахеменідам, зокрема під час Саламінської битви каристяни тримали бік персів, а після поразки - відмовилися сплачувати данину Фемістоклу і приєднуватися до Делоського союзу. У 467 р. до н. е. афіняни захопили і сплюндрували Карист, насильно приєднавши його до своєї архе.
За еліністичної доби Карист вважали важливим торговельним пунктом. Особливо після того, як поруч з містом були знайдені поклади циполіна, який римляни називали "каристійським мармуром" (лат. Carystium marmor). За візантійських часів Карист занепав, перетворившись на невеличке село.
Після захоплення Константинополя хрестоносцями (1204) Карист став центром володінь веронського барона Джиберто далле Карчері, потім опинився під владою його брата Равано, який у  1209 визнав венеційський протекторат.  

### Червона фортеця

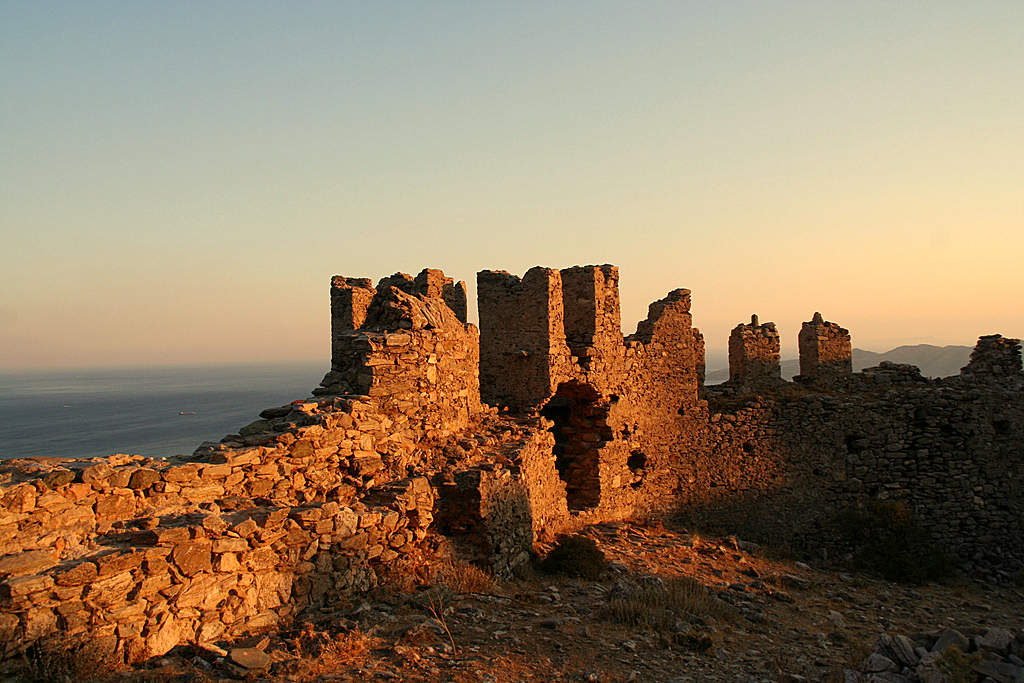
Червона фортеця, побудована венеційцями

В 1209 - 1216 роках венеційці збудували у місті потужну фортецю "Кастелло Россо" (Червона фортеця). В 1276 лицар Лікаріо, який служив візантійському імператору Михайлу VIII захопив фортецю. До франка Боніфаціо да Верони  фортеця перейшла 1295 році. Згодом у 1359 році фортеця за 6000 дукатів  знову перейшла до венеційців. У 1470 році фортеця перейшла до османів, які володіли ним до 1833 року, після чого фортеця перейшла до греків, які безуспішно пробували її захопити ще під час грецької революції 1821 року.  
(Додатково: Червона фортеця у Вікісховищі)
У 1833 р. Карист був приєднаний до незалежної Греції. Після подій 1843 - 1844 рр. король Оттон розглядав можливість будівництва на місці Кариста нової столиці держави. Місто отримало регулярне планування, з широкими вулицями і площами, публічну бібліотеку, музей і нову назву  - Оттонуполіс (1848). Проте у 1862 р. Оттон був позбавлений престолу, столицю залишили в Афінах, а Каристу повернули історичну назву.
У новітні часи місто перетворилося на популярний курорт. Його розвитку сприяє регулярне морське (через Рафіну) і автобусне (чарез Халкіду) сполучення з Афінами. За переписом 2001 р. населення Кариста становило 4960 мешканців.